# Holochelus vernus
Holochelus vernus är en skalbaggsart som beskrevs av Ernst Friedrich Germar 1824. Holochelus vernus ingår i släktet Holochelus och familjen Melolonthidae. Inga underarter finns listade i Catalogue of Life.